# El Rubio, Dominikanska republiken
El Rubio är en ort i Dominikanska republiken.   Den ligger i provinsen Santiago, i den centrala delen av landet, 150 km nordväst om huvudstaden Santo Domingo. El Rubio ligger 551 meter över havet och antalet invånare är 758.
Terrängen runt El Rubio är kuperad. Runt El Rubio är det tätbefolkat, med 319 invånare per kvadratkilometer. Närmaste större samhälle är Monción, 9,8 km nordväst om El Rubio. Omgivningarna runt El Rubio är en mosaik av jordbruksmark och naturlig växtlighet.